# Passiflora amethystina
Passiflora amethystina J.C.Mikan – gatunek rośliny z rodziny męczennicowatych (Passifloraceae Juss. ex Kunth in Humb.). Występuje naturalnie w Gujanie, Brazylii (w stanach Bahia, Goiás, Mato Grosso do Sul, Mato Grosso, Espírito Santo, Minas Gerais, Rio de Janeiro, São Paulo, Paraná, Rio Grande do Sul i Santa Catarina oraz w Dystrykcie Federalnym), Peru, Boliwii, Paragwaju, Argentynie oraz Urugwaju.

## Morfologia
PokrójZdrewniałe, trwałe, nagie liany.
LiścieBlaszka liściowa ma potrójnie klapowany kształt. Nasada liścia jest rozwarta. Mają 4–12,5 cm długości oraz 5–20 cm szerokości. Brzegi są całobrzegie. Wierzchołek jest tępy lub ostry. Ogonek liściowy jest nagi i ma długość 1,5–7 cm. Przylistki są owalnie lancetowate, mają 0,5–3,5 cm długości.
KwiatyPojedyncze. Działki kielicha są podłużnie lancetowate, zielone lub fioletowe, mają 2,5–4 cm długości. Płatki są podłużne, fioletowe, mają 2,7–4,3 cm długości. Przykoronek ułożony jest w 4–7 rzędach, fioletowy, ma 4–26 mm długości.
OwoceSą elipsoidalnego kształtu. Mają 5–8 cm długości i 2–2,5 cm średnicy.